# Перекопский пруд
Перекопский пруд (ранее Медовый) — пруд в московском районе Зюзино, на территории бывшей одноимённой усадьбы, в XVII веке принадлежавшей боярыне Морозовой.
Общая площадь водоёма 0,4 га. Расположен на безымянном притоке Котловки — это один из четырёх прудов бывшего села Зюзина.
Во времена активной застройки московского района Зюзино был сохранён для противопожарных целей.
В окрестностях Зюзина было несколько прудов, многие из которых не сохранились. Именно о них в описи села 1666 года, после конфискации имения у Морозовых, сказано: «…а в прудах рыба мелкая караси».
Находится вблизи пересечения Перекопской улицы с Севастопольским проспектом. Треугольный с закруглёнными углами. На 80 метров вытянут с юга на север. Ширина до 35 метров. Копань и частично запруда в бывшей ложбине весеннего стока, дававшей начало уничтоженному теперь Среднему Зюзинскому ручью. Сток в северном направлении. Вода чистая. Дно у берегов присыпано щебнем. Берега укреплены бревенчатыми сваями (ряжевой стенкой) высотой около 1 метра Далее от воды находятся дорожка, мощёная деревянным кругляком, луговой откос высотой до 2,5 метров и асфальтированная дорожка. Имеется фонтан простейшей конструкции. Пруд достаточно глубок (не менее полутора метров).
У северного берега смотровая площадка, мощёная керамическими плитками и украшенная декоративной металлической оградой; далее — памятник «Героям Перекопа (1920—1944)».